# Linie následnictví monackého trůnu
Následnictví monackého trůnu probíhá podle principu kognatické primogenitury, tj. trůn dědí nejstarší syn knížete, popř. vnuk, poté mladší synové či vnuci a poté starší dcera, její potomci a poté mladší dcery a jejich potomci, přednost má starší linie před mladší.
Do roku 2002, kdy byla změněna ústava, mohl trůn přecházet pouze v přímé linii na potomky posledního knížete, tudíž by princezna Caroline nebo její potomci ztratili právo na trůn, když nastoupil na trůn Albert II. Pokud by poté Albert II. zemřel bez legitimních či adoptovaných potomků a následníků, Monacké knížectví by ztratilo suverenitu a stalo by se protektorátem Francie jako Stát Monako. Nová ústava tyto možnosti zavrhla a trůn tak mohou zdědit princezny Caroline a Stefanie a jejich potomci. 
Pokud Albert II. zemře či abdikuje a na trůn nastoupí jeho potomci, ztratí jak Caroline tak Stefanie včetně jejich potomků právo na trůn. 

## Současná linie následnictví
Následující přehled nástupnictví monackého trůnu je platný k prosinci 2015.
- Kníže Rainier III. (1923–2005) ∞ Grace Kellyová (1929–1982)
  -  Kníže Albert II. (* 1958)
    - Alexandre Grimaldi-Coste (* 2003)
    - (1) Dědičný kníže Jakub (* 2014)
    -  (2) Princezna Gabriela, hraběnka z Carladès (* 2014)

  - (3) Caroline, hannoverská princezna (* 1957) 
    - (4) Andrea Casiraghi (* 1984)
      - (5) Sasha Casiraghi  (* 2013)
      - (6) Maxmilián Casiraghi (* 2018)
      -  (7) India Casiraghiová (* 2015)

    - (8) Pierre Casiraghi (* 1987)
      - (9) Stefano Casiraghi (* 2017)
      - (10) Francesco Casiraghi (* 2018)

    - (11) Charlotte Casiraghiová (*1987)
      - Raphaël Elmaleh (* 2013)
      - (12) Balthazar Rassam (* 2018)

    -  (13) princezna Alexandra Hannoverská (* 1999)

  -  (14) JJ princezna Stéphanie Monacká (* 1965) 
    - (15) Louis Ducruet (* 1992)
      - (16) Victoire Ducruetová (* 2023)

    - (17) Pauline Ducruetová (* 1994)
    -  Camille Gottliebová (* 1998)

Osoba narozená dynastovi, který nebyl v době narození provdán za druhého rodiče (jako je Alexandre Grimaldi-Coste, Camille Gottliebová nebo Raphaël Elmaleh), nemá žádná dědická práva, pokud není legitimována následným sňatkem svých rodičů (Občanský zákoník 229 říká: „Les enfants légitimés par le mariage subséquent auront les mêmes droits que s'ils étaient nés de ce mariage“). Louis a Pauline Ducruetovi, Alexandre (Sasha) Casiraghi a Balthazar Rassam byli legitimizováni následnými sňatky svých rodičů. Jazmin Grace Grimaldiová nemůže být legitimována následným sňatkem rodičů, protože rozvodové řízení její matky nebylo v době Jazminina narození dokončeno. Jako taková je Jazmin legálně dítětem cizoložství a nemůže být legitimována následným sňatkem jejích biologických rodičů.